# Rhaphidura (animal)
Rhaphidura es un género de aves apodiformes de la familia Apodidae que incluye dos especies distribuidas en África y el sureste de Asia.

## Especies
Se reconocen las siguientes especies:
- Rhaphidura sabini (Gray, 1829) – vencejo de Sabine;
- Rhaphidura leucopygialis (Blyth, 1849) – vencejo culiplata.